# Rudy Winkler
Rudy Winkler (* 6. Dezember 1994 in Albany, New York) ist ein US-amerikanischer Leichtathlet, der sich auf den Hammerwurf spezialisiert hat und Inhaber des US-Rekords in dieser Disziplin ist.

## Sportliche Laufbahn
Erste internationale Erfahrungen sammelte Rudy Winkler im Jahr 2011, als er bei den Jugendweltmeisterschaften nahe Lille mit einer Weite von 68,14 m den neunten Platz mit dem leichteren 5-kg-Hammer belegte. Im Jahr darauf gelangte er bei den Juniorenweltmeisterschaften in Barcelona mit 69,35 m auf dem elften Platz und 2013 gewann er bei den Panamerikanischen Juniorenmeisterschaften in Medellín mit 71,79 m die Silbermedaille mit dem U20-Hammer. 2014 begann er ein Studium an der renommierten Cornell University und 2016 gewann er bei den U23-NACAC-Meisterschaften in San Salvador mit 73,00 m die Silbermedaille hinter dem Mexikaner Diego del Real. Anschließend nahm er erstmals an den Olympischen Sommerspielen in Rio de Janeiro teil und schied dort mit 71,89 m in der Qualifikationsrunde aus. Im Jahr darauf wurde er NCAA-Collegemeister im Hammerwurf und verpasste im Sommer bei den Weltmeisterschaften in London mit 68,88 m den Finaleinzug. 2018 belegte er bei den NACAC-Meisterschaften in Toronto mit 70,45 m den vierten Platz und im Jahr darauf wurde er bei den Panamerikanischen Spielen in Lima mit einem Wurf auf 71,84 m Achter. Anschließend erreichte er bei den Weltmeisterschaften in Doha das Finale und klassierte sich dort mit 75,20 m auf dem elften Platz. 2020 warf er erstmals über 80 Meter und im Jahr darauf siegte er mit 81,98 m beim USATF Grand Prix sowie anschließend 79,69 m bei den USATF Open. Kurz darauf siegte er mit 81,44 m beim USATF Throws Fest und dann mit 78,78 m beim Chula Vista Field Fest. Bei den U.S. Olympic Trials warf er den Hammer auf 82,71 m und stellte damit einen neuen US-amerikanischen Landesrekord auf. Daraufhin startete er erneut bei den Olympischen Sommerspielen in Tokio und belegte dort mit 77,08 m im Finale den siebten Platz.
2022 siegte er zum Saisonauftakt mit 79,11 m bei den USATF Golden Games. Anschließend siegte er mit 78,51 m beim USATF Throws Fest und belegte dann bei den Weltmeisterschaften in Eugene mit 78,99 m im Finale den sechsten Platz. Daraufhin siegte er mit 78,29 m bei den NACAC-Meisterschaften in Freeport. Im Jahr darauf siegte er mit 76,70 m bei den Drake Relays sowie mit 80,88 m beim USATF Throws Festival und mit 79,70 m beim Memoriał Ireny Szewińskiej. Im Juni siegte er mit 78,70 m beim USATF NYC Grand Prix und belegte dann im August bei den Weltmeisterschaften in Budapest mit 76,04 m im Finale den achten Platz. Im November gewann er dann bei den Panamerikanischen Spielen in Santiago de Chile mit 76,65 m die Bronzemedaille hinter dem Kanadier Ethan Katzberg und seinem Landsmann Daniel Haugh. 2024 belegte er bei den Olympischen Sommerspielen in Paris mit 77,92 m im Finale den sechsten Platz.
In den Jahren 2016 und 2018 sowie 2021 und 2023 wurde Winkler US-amerikanischer Meister im Hammerwurf.